# Francesco Grassi (archeologo)
Francesco Enrico Grassi, conte di Pianura (Napoli, 8 dicembre 1685 – Napoli, 9 ottobre 1762), è stato un archeologo e antiquario italiano.

## Biografia
Figlio di Bartolommeo ed Anna de Ponte, dei duchi di Flumari, terminati gli studi Francesco partì da Napoli arruolandosi nell'esercito austriaco.
Il 23 gennaio 1723 a Vienna sposò Eleonora Collemberg, con la quale ebbe il suo unico figlio, Giorgio.
Amante della letteratura greca e latina e appassionato di archeologia e delle antichità in genere, tornato a Napoli collezionò una preziosa biblioteca ed allestì un proprio museo ricco di oggetti antichi, soprattutto numismatici.
Il museo venne studiato e lodato per la sua ricchezza da Alessio Simmaco Mazzocchi, che lo lodò specialmente per le monete, Mattia Zarillo e Giacomo Martorelli.
Per le competenze mostrate in archeologia, fu uno dei quindici eruditi prescelti da Carlo III di Borbone con decreto del 13 dicembre 1755 per entrare a far parte dell'Accademia Ercolanese, per studiare le antichità rinvenute negli scavi di Ercolano e Pompei.
Morì a Napoli il 9 ottobre 1762.
Delle sue opere ci è pervenuta solamente una lettera a stampa, datata Napoli 1 marzo 1751 e diretta al padre somasco Gian Francesco Baldini, in cui il conte di Pianura illustra una medaglia di bronzo greca rinvenuta tra Pozzuoli e Pianura.
Dopo la morte il museo venne acquistato dal cavaliere William Hamilton, allora ambasciatore d'Inghilterra presso la corte di Napoli. La biblioteca venne invece comprata dai fratelli Terres, negozianti di libri.